# Юнацька збірна Фінляндії з футболу (U-20)
Юнацька збірна Фінляндії з футболу (U-20) — національна футбольна збірна Фінляндії, що складається із гравців віком до 20 років. Керівництво командою здійснює Футбольна асоціація Фінляндії.
Команда скликається для участі у Молодіжному чемпіонаті світу, якщо відповідну кваліфікацію долає юнацька збірна U-19, а також може брати участь у товариських і регіональних змаганнях. Юнацька збірна Фінляндії віком гравців до 20 років лише 1 раз брала участь у молодіжному чемпіонаті світу 2001 року, де закінчила виступ на груповій стадії.